# Condensat (vapeur d'eau)
Le condensat est un liquide obtenu par condensation de sa propre vapeur. Employé seul, le terme désigne généralement le condensat de vapeur d'eau. Dans les processus de transfert de chaleur, le condensat est de l'eau liquide. Celle-ci résulte de la condensation de la vapeur d'eau, par contact avec une paroi ou un produit plus froids, auquel la vapeur d'eau cède sa chaleur latente; la chaleur latente représente seulement une partie de l'énergie thermique des condensats, l'autre composante est la chaleur sensible, cédée lors du refroidissement de la phase liquide. Dans l'industrie, l'expression plurielle les condensats est fréquente et a le même sens que la forme au singulier.

## Spécifications

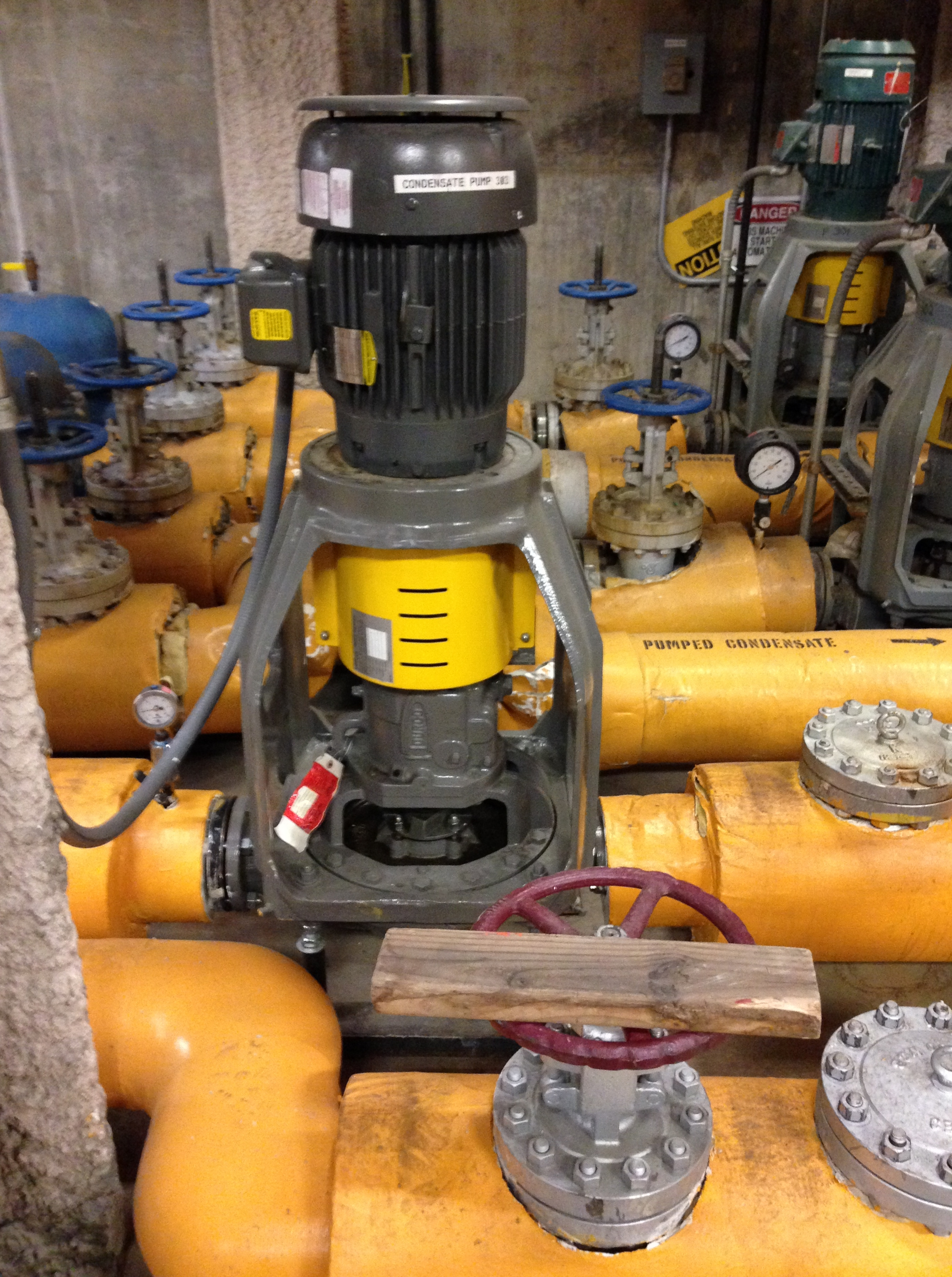
Pompe de retour de condensats vers bâche de chaudière

Le condensat de l'eau est obtenu par liquéfaction de la vapeur d'eau sur une surface froide ou une masse froide (formation de la pluie). À la pression atmosphérique et lorsqu'il provient de la seule vapeur d'eau, le condensat formé et non refroidi est à haute température, proche de 100 °C. Il contient peu de sels minéraux comparé à l'eau de ville et est faiblement chargé en gaz dissous comme l'oxygène ou le dioxyde de carbone. 
Le condensat conserve sa chaleur sensible tant qu'il n'est pas refroidi. La collecte des condensats produits par un générateur de vapeur se fait au moyen d'un système de canalisations et de bâche, il permet de recycler l'eau et de valoriser la chaleur sensible contenue dans les condensats. Le recyclage des condensats permet d'importantes économies d'énergie, mais aussi en traitement chimique quand il s'avère nécessaire de traiter l'eau de substitution (par des adoucisseurs) ou en électricité (s'il s'agit d'osmoseurs). L'eau recyclée retourne le plus souvent vers la bâche alimentaire, avant d'être envoyée vers la chaudière à vapeur.

## Historique
Le terme condensats a d'abord été d'usage en distillation, avec les machines et les générateurs de vapeur, puis dans l'industrie du raffinage du pétrole. L'expression s'est ensuite élargie aux applications domestiques comme les climatiseurs, chauffages à condensation, réfrigérateurs, congélateurs, sécheur-linge à condensation

## Traitement des condensats
Les condensats qui proviennent d'appareils électroménagers sont soit une eau assez pure, soit une eau chargée en particules : 
Eau pureCondensats produits par les réfrigérateurs ou climatiseurs. Il arrive cependant que les condensats soient contaminés par des moisissures, de la poussière ou du pollen en raison du contact du liquide avec l'air ambiant. La pureté des condensats tient en leur origine : la vapeur d'eau condensée ou la dessiccation.
Eau chargéeLorsque les condensats sont issus de la condensation de fumées, ils contiennent de la vapeur d'eau générée par le brûleur de fuel ou de gaz d'une chaudière domestique. Ils sont alors chargés en cendres ou en résidus de la combustion d'hydrocarbure. Les condensats sont collectés après passage dans le condenseur de la chaudière (chaudière à condensation). Le traitement des fumées permet de récupérer la chaleur latente de la vapeur d'eau, avec des économies autour de 10% sur la consommation de combustibles. L'eau produite est acide du fait de la présence des résidus et cendres. En fonction de la nature des condensats, il est possible de les réutiliser ou alors ils doivent être évacués. L'acidité des condensats peut endommager les canalisations de recyclage ou d'évacuation, si bien qu'elles doivent être en matière plastique type PVC.